# DJ Food

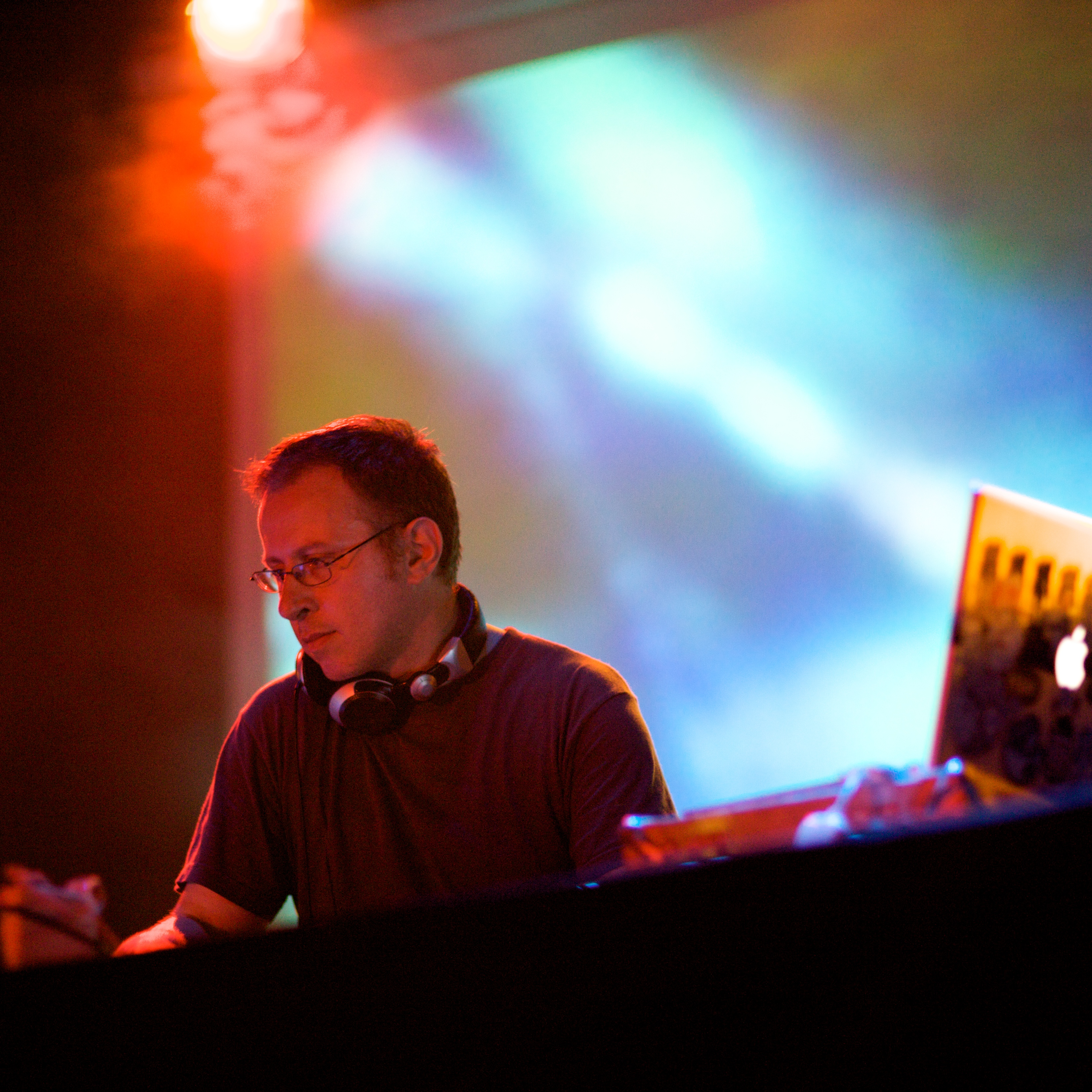
DJ Food in 2009

DJ Food is een belangrijk afgezant van het Britse label Ninja Tune. In de jaren 90 had hij samen met Coldcut een wekelijkse radioshow (Solid Steel) en produceerden zij in dit samenwerkingsverband verschillende albums (Recipe for Disaster, Journeys by DJ, ColdKrushCuts, the Blech mix compilations op Warp Records).
De muziek, die overwegend technologisch is, kenmerkt zich door vele akoestische en realistische geluidseffecten en kent naast dominante hiphop en breakbeat een verscheidenheid aan invloeden zoals jazz, funk, latin, maar ook dub, techno en ambient. 
Het vroegste succes was het door Coldcut geproduceerde album Jazz Breaks Vol. 3, gevolgd door 4 en 5. De in totaal 5 volumes en het daaropvolgende album a recipe for disaster werden in 1996 in een remix uitgebracht op het album Refried Food. Zijn laatste album is Kaleidoscope.
Matt Black en Jonathan More (alias Coldcut) begonnen met DJ FOOD-serie Jazz Brakes. In de loop van de jaren 90 ontstond een hechte samenwerking met Patrick Carpenter (PC) Paul Brook, Paul Rabiger, Strictly Kev en Issac Elliston.
- International Standard Name Identifier: 0000 0001 0643 3200
- MusicBrainz: 0019749d-ee29-4a5f-ab17-6bfa11deb969
- Nationale Bibliotheek van Tsjechië: xx0063067
- Virtual International Authority File: 159714006